# Molophilus zwickorum
Molophilus zwickorum är en tvåvingeart som beskrevs av Günther Theischinger 1994. Molophilus zwickorum ingår i släktet Molophilus och familjen småharkrankar. Inga underarter finns listade i Catalogue of Life.